# خان التجار (جبل طابور)
خان التجار هو خان تاريخي يعود إلى عصر 1581، ويقع في الجليل الأسفل.